# Dżulunica (obwód Wielkie Tyrnowo)
Dżulunica (bułg. Джулюница) – wieś w Bułgarii, w obwodzie Wielkie Tyrnowo, w gminie Laskowec. W 2024 roku liczyła 1500 mieszkańców.